# ATP Challenger Series 1979
In der folgenden Tabelle werden die Turniere der professionellen Herrentennis-Saison 1979 der ATP Challenger Series dargestellt. Sie bestand aus 24 Turnieren; das Turnier in São Paulo spielte keinen Doppeltitel aus. Das Preisgeld belief sich jeweils auf 25.000, ein Turnier hat 40.000 US-Dollar ausgeschüttet. Es war die zweite Ausgabe des Challenger-Turnierzyklus.

## Turnierplan

### Januar
keine Turniere in diesem Monat

### Februar
| Datum1 | Ort  | Turnier         | Preisgeld | Draw    | Belag2        | Sieger Einzel | Sieger Doppel                     |
| ------ | ---- | --------------- | --------- | ------- | ------------- | ------------- | --------------------------------- |
| 19.02. | Linz | Linz Challenger | $ 25.000  | 32E/16D | Hartplatz (i) | Peter Feigl   | Patrice Dominguez Gilles Moretton |

### März
keine Turniere in diesem Monat

### April
| Datum1 | Ort          | Turnier                 | Preisgeld | Draw    | Belag2    | Sieger Einzel   | Sieger Doppel             |
| ------ | ------------ | ----------------------- | --------- | ------- | --------- | --------------- | ------------------------- |
| 30.04. | Indian River | Indian River Challenger | $ 25.000  | 64E/32D | Sand      | Billy Martin    | Kevin Curren Steve Denton |
| 30.04. | Nagoya       | Nagoya Challenger       | $ 40.000  | 32E/16D | Hartplatz | Rod Frawley     | Joel Bailey Rod Frawley   |
| 30.04. | Parioli      | Parioli Challenger      | $ 25.000  | 32E/16D | Sand      | Dominique Bedel | Dick Crealy Phil Dent     |

### Mai
| Datum1 | Ort     | Turnier            | Preisgeld | Draw    | Belag2 | Sieger Einzel | Sieger Doppel                   |
| ------ | ------- | ------------------ | --------- | ------- | ------ | ------------- | ------------------------------- |
| 07.05. | Cuneo   | Cuneo Challenger   | $ 25.000  | 32E/16D | Sand   | Fernando Luna | Alejandro Pierola Belus Prajoux |
| 07.05. | Raleigh | Raleigh Challenger | $ 25.000  | 64E/32D | Sand   | John Sadri    | John Austin Billy Martin        |

### Juni
| Datum1 | Ort         | Turnier               | Preisgeld | Draw    | Belag2    | Sieger Einzel      | Sieger Doppel                 |
| ------ | ----------- | --------------------- | --------- | ------- | --------- | ------------------ | ----------------------------- |
| 04.06. | Galatina    | Galatina Challenger   | $ 25.000  | 32E/16D | Sand      | Miguel Mir         | Ernie Ewert Cliff Letcher     |
| 04.06. | Zell am See | Zell Challenger       | $ 25.000  | 16E/8D  | Sand      | Carlos Kirmayr     | Paul Kronk Peter McNamara     |
| 11.06. | Montgomery  | Montgomery Challenger | $ 25.000  | 64E/32D | Hartplatz | Trey Waltke        | Eric Friedler Erik van Dillen |
| 18.06. | Green Bay   | Green Bay Challenger  | $ 25.000  | 64E/32D | Hartplatz | Vincent Van Patten | Sashi Menon Robert Trogolo    |
| 25.06. | Concord     | Concord Challenger    | $ 25.000  | 64E/32D | Hartplatz | Erik van Dillen    | Sashi Menon Robert Trogolo    |

### Juli
| Datum1 | Ort          | Turnier                 | Preisgeld | Draw    | Belag2    | Sieger Einzel  | Sieger Doppel              |
| ------ | ------------ | ----------------------- | --------- | ------- | --------- | -------------- | -------------------------- |
| 02.07. | San Diego    | San Diego Challenger    | $ 25.000  | 64E/32D | Hartplatz | Trey Waltke    | Sashi Menon Robert Trogolo |
| 23.07. | Porto Alegre | Porto Alegre Challenger | $ 25.000  | 64E/32D | Sand      | Belus Prajoux  | Marcos Hocevar João Soares |
| 30.07. | Salvador     | Salvador Challenger     | $ 25.000  | 64E/32D | Sand      | Carlos Kirmayr | Álvaro Fillol Rolf Thung   |

### August
| Datum1 | Ort            | Turnier                   | Preisgeld | Draw    | Belag2    | Sieger Einzel     | Sieger Doppel                   |
| ------ | -------------- | ------------------------- | --------- | ------- | --------- | ----------------- | ------------------------------- |
| 06.08. | Ribeirão Preto | Ribeirão Preto Challenger | $ 25.000  | 64E/32D | Hartplatz | Carlos Gattiker   | Ney Keller Cássio Motta         |
| 06.08. | Biarritz       | Biarritz Challenger       | $ 25.000  | 32E/16D | Sand      | Éric Deblicker    | Ernie Ewert Victor Eke          |
| 13.08. | Royan          | Royan Challenger          | $ 25.000  | 32E/16D | Sand      | Bernard Fritz     | Bob Carmichael Victor Eke       |
| 15.08. | São Paulo      | São Paulo Challenger      | $ 25.000  | 16E/8D  | Sand      | Thomaz Koch       | nicht ausgetragen               |
| 20.08. | Le Touquet     | Le Touquet Challenger     | $ 25.000  | 32E/16D | Sand      | Jairo Velasco Sr. | Antonio Muñoz Jairo Velasco Sr. |

### September
| Datum1 | Ort       | Turnier              | Preisgeld | Draw    | Belag2    | Sieger Einzel | Sieger Doppel            |
| ------ | --------- | -------------------- | --------- | ------- | --------- | ------------- | ------------------------ |
| 10.09. | Charlotte | Charlotte Challenger | $ 25.000  | 64E/32D | Sand      | Chris Lewis   | Mike Barr Jerry Karzen   |
| 10.09. | Lincoln   | Lincoln Challenger   | $ 25.000  | 64E/32D | Hartplatz | Matt Mitchell | Joel Bailey Bruce Kleege |

### Oktober
| Datum1 | Ort              | Turnier                     | Preisgeld | Draw    | Belag2    | Sieger Einzel  | Sieger Doppel              |
| ------ | ---------------- | --------------------------- | --------- | ------- | --------- | -------------- | -------------------------- |
| 01.10. | Huntington Beach | Huntington Beach Challenger | $ 25.000  | 64E/32D | Hartplatz | Glenn Petrovic | Billy Martin Bruce Nichols |
| 22.10. | Guadalajara      | Guadalajara Challenger      | $ 25.000  | 32E/16D | Sand      | Paul McNamee   | Paul McNamee Fred McNair   |

### November
keine Turniere in diesem Monat

### Dezember
| Datum1 | Ort    | Turnier           | Preisgeld | Draw    | Belag2    | Sieger Einzel | Sieger Doppel              |
| ------ | ------ | ----------------- | --------- | ------- | --------- | ------------- | -------------------------- |
| 03.12. | Austin | Austin Challenger | $ 25.000  | 64E/32D | Hartplatz | Peter Rennert | Anand Amritraj John Austin |

- 1 Turnierbeginn (ohne Qualifikation)
- 2 Das Kürzel „(i)“ (= indoor) bedeutet, dass das betreffende Turnier in einer Halle ausgetragen wurde.